# Halotolerància
L'Halotolerància és l'adaptació per osmoregulació dels organismes vius a condicions d'alta salinitat. Les espècies halotolerants tendeixen a viure en zones com els llacs hipersalins, dunes costaneres, deserts salins, aiguamolls, mars de sal interiors i fonts. Els halòfils són un grup de bacteris que viuen en ambients molt salins i fins i tot en alguns casos requereixen la salinitat per a sobreviure. Els halòfits són plantes superiors tolerants a la sal.

## Aplicacions
Els camps científics rellevants en l'estudi de l'halotolerància inclouen la bioquímica, biologia molecular, biologia cel·lular, fisiologia, ecologia i la genètica.

## Funcions cel·lular
La tolerància a les condicions salines es pot obtenir a través de diferents vies. Els alts nivells de sal que entren en la planta poden provocar desequilibris iònics que causen complicacions en la respiració i la fotosíntesi, reduint la taxa de creixement i dany i mort en els casos greus. Per a ser tolerant a les codicions salines el seu protoplast ha de tenir mètodes per equilibrar els efectes tòxics i osmòtics de les altes concentracions de sal.

## Halotolerància bacteriana
El grau d'halotolerància varia molt entre les diferents espècies de bacteris. Un gran nombre de cianobacteris són halotolerants; per exemple els cianobacteris del gran llac hipersalí de Botswana anomenat Makgadikgadi Pans.